# 花咲け、偉大な国土よ
『花咲け、偉大な国土よ』 作品114 は、セルゲイ・プロコフィエフが1947年に作曲したカンタータ。

## 概要
ソビエト連邦の作曲家は当局の要請を満足するような音楽を作曲することを求められていた。プロコフィエフも例外ではなく、意欲をもった仕事とは言い難いながらも当局の意向に沿った作品を何曲か書いている。1917年の十月革命から30周年にあたる1947年には、祝典詩曲『30年』と本作が発表された。
テクストはエヴゲーニー・ドルマトフスキーによるもので、ソ連、ソビエト連邦共産党そしてその設立者を賛美する内容となっている。曲は演奏者約500人を要求する10年前の『十月革命20周年記念のためのカンタータ』のような記念碑的な規模ではなく、演奏時間10分に満たない控えめな内容となっている。しかしプロコフィエフはここでも自らのスタイルを曲げることなく当局の期待に応えており、本心はどうあれ愛国者であると表明することに成功しているといえる。

## 楽器編成
ピッコロ、フルート1、オーボエ2、コーラングレ、クラリネット2、バスクラリネット、ファゴット2、コントラファゴット、ホルン4、トランペット3、トロンボーン3、テューバ、ティンパニ、打楽器（トライアングル、タンブリン、カスタネット、スネアドラム、シンバル、大太鼓）、ハープ、ピアノ、弦五部、合唱

## 楽曲構成
演奏時間は約10分。
トランペットによる行進曲によって幕を開ける。その後は合唱を主体として進み、管弦楽の役割は伴奏をしながら時おり接続的な楽句を奏するにとどまる。最後は行進曲が再現されて曲を終える。